# Municipio de Clinton (condado de Ringgold)
El municipio de Clinton (en inglés: Clinton Township) es un municipio ubicado en el condado de Ringgold en el estado estadounidense de Iowa. En el año 2010 tenía una población de 208 habitantes y una densidad poblacional de 2,86 personas por km².

## Geografía
El municipio de Clinton se encuentra ubicado en las coordenadas 40°36′28″N 94°25′3″O / 40.60778, -94.41750. Según la Oficina del Censo de los Estados Unidos, el municipio tiene una superficie total de 72,7 km², de la cual 72,37 km² corresponden a tierra firme y (0,45 %) 0,33 km² es agua.

## Demografía
Según el censo de 2010, había 208 personas residiendo en el municipio de Clinton. La densidad de población era de 2,86 hab./km². De los 208 habitantes, el municipio de Clinton estaba compuesto por el 95,19 % blancos, el 1,44 % eran afroamericanos y el 3,37 % eran de una mezcla de razas. Del total de la población el 3,37 % eran hispanos o latinos de cualquier raza.